# Bengt Hallgren (biskop)
Bengt Gustaf Hallgren, född 1 april 1925 i Kalmar, död 15 februari 2021 i Lund, var en svensk biskop.
Hallgren avlade studentexamen 1944, prästvigdes 1952 och disputerade för teologie doktorsgraden 1964. Han har varit stiftsadjunkt i Växjö, sekreterare i Svenska kyrkans centralstyrelse, lektor vid lärarhögskolan i Växjö och domprost i Växjö varefter han tillträdde som biskop i Härnösands stift 1983 och gick i pension 1991. Hallgren är begravd på Norra kyrkogården i Lund.